# Olivier Azam (réalisateur)
Pour les articles homonymes, voir Azam et Olivier Azam.
Olivier Azam, né à Narbonne en 1971, est un réalisateur français de documentaires. Il est également directeur de la photographie, acteur, monteur, compositeur et producteur de cinéma.

## Biographie
Olivier Azam est originaire de la région de Montpellier dans le département français de l'Hérault.
En 2000, il est le cofondateur de Zalea Tv qui fonctionnera jusqu'à 2007. En 2002, son premier documentaire Je déboule à Kaboul montre son expérience en Afghanistan peu après la chute des talibans.
En 2005, il est cofondateur et membre de la coopérative Les Mutins de Pangée. La même année, il réalise le documentaire Désentubages cathodiques, un manuel de décryptage et de critique des médias. En 2008, il coréalise avec le journaliste engagé Daniel Mermet le documentaire Chomsky & Cie, puis sa suite l'année suivante, Chomsky et le Pouvoir.
En 2010, il réalise un documentaire sur la grève et la lutte des raffineurs à la raffinerie de pétrole de Grandpuits-Bailly-Carrois en Seine-et-Marne, Grandpuits & petites victoires, lors du mouvement social en France lié à la réforme des retraites en 2010.
En avril 2015, à nouveau avec Daniel Mermet, il coréalise le film Howard Zinn, une histoire populaire américaine, basé sur le livre éponyme d'Howard Zinn, une vision alternative de l'histoire des États-Unis loin qui dénonce l'exploitation d'une majorité par une élite américaine minoritaire.
En janvier 2017, il sort un documentaire intitulé La Cigale, le Corbeau et les Poulets, une comédie basée sur un fait réel : un corbeau a fait envoyer à des hommes politiques français des balles, l'envoi étant signé Cellule 34. Les autorités enquêtent, jusqu'à une descente de police à Saint-Pons-de-Thomières dans l'Hérault où quelques retraités contestataires, que certains appellent désormais, avec affection, « les papys de l’Hérault », se réunissent au bureau de tabac et librairie régionaliste La cigale. Une cellule anti-terroriste et mille fonctionnaires sont sur l'affaire, et après des mois d'enquête, une opération de 150 policiers aboutit à onze gardes à vue et des dizaines de perquisitions dans le village. Mais il s'agit d'une erreur, car une tierce personne, sans lien avec ces villageois, avoue être l'auteur de l'envoi des balles. Le film, produit grâce au financement participatif et par la coopérative audiovisuelle Les Mutins de Pangée, est tourné pendant 5 ans par la même équipe que pour le film Merci Patron ! de François Ruffin qui avait remporté un grand succès dans toute la France en 2016.

## Filmographie

### Réalisateur

#### Courts métrages
- 1998 : La cité Raymond Queneau[2], coréalisé avec Laurent Firode

#### Documentaires
- 2000-2007 : série documentaire et entretiens avec des cinéastes pour Zaléa TV : René Vautier, Mohamed Bouamari, Raoul Sangla, Alain Guiraudie, Luc Moullet[5] ;
- 2002 : Je déboule à Kaboul[4] ;
- 2002 : On la fermera pas - Les grandes heures d'une télé plus que libre[9] ;
- 2005 : Désentubages cathodiques ;
- 2006 : Bandes de voyageurs, série de magazines documentaires culturels pour la chaîne Voyage[5] ;
- 2007 : État de siège à l’ANPE (inclus dans le long métrage documentaire Volem rien foutre al païs de Pierre Carles, S. Goxe et P. Cuelo)[5] ;
- 2008 : Chomsky et Cie, coréalisé avec Daniel Mermet ;
- 2009 : Chomsky et le Pouvoir, coréalisé avec Daniel Mermet ;
- 2011 : Grandpuits & petites victoires[2] ;
- 2011 : Une histoire de la grève générale, coréalisé avec Laure Guillot
- 2015 : Howard Zinn, une histoire populaire américaine[2], première partie : Du pain et des roses
- 2016 : La Cigale, le Corbeau et les Poulets.

### Directeur de la photographie

#### Documentaires
- 2002 : Je déboule à Kaboul
- 2008 : Chomsky et Cie d'Olivier Azam et Daniel Mermet
- 2009 : Que faire ? de Pierre Merejkowsky[2]
- 2009 : Chomsky et le pouvoir
- 2010 : Fin de concession de Pierre Carles[2]
- 2011 : Grandpuits & petites victoires
- 2013 : Merci patron !
- 2015 : Howard Zinn, une histoire populaire américaine
- 2015 : La Cigale, le Corbeau et les Poulets

### Acteur

#### Courts métrages
- 1998 : Les astres[2]

#### Longs métrages
- 2004 : Insurrection/résurrection de Pierre Merejkowsky : le journaliste de télévision (voix)[2]

#### Téléfilms
- 2006 : Comment lui dire de Laurent Firode : le boulanger[2]
- 2000 : Le battement d'ailes du papillon de Laurent Firode : l'homme dans la rue[2]

#### Documentaire
- 2016 : Cinématon n° 2947[a] de Gérard Courant à Toulouse : Olivier Azam (lui-même)[10]

### Assistant réalisateur

#### Télévision
- 2004 : Moitié-moitié de Laurent Firode[2]
- 2005 : La Pomme de Newton de Laurent Firode[2]
- 2006 : Comment lui dire de Laurent Firode

#### Longs métrages
- 2000 : Le battement d'ailes du papillon de Laurent Firode
- 2005 : Quartier V.I.P. de Laurent Firode[2]

### Compositeur

#### Courts métrages
- 1998 : La cité Raymond Queneau[2]